# Franz Stocker (Politiker)
Franz Stocker (* 1. Mai 1933 in Raiding) ist ein ehemaliger österreichischer Politiker (ÖVP), Arbeitnehmervertreter und Elektromonteur. Stocker war von 1979 bis 1983 Mitglied des Bundesrates und von 1983 bis 1993 Abgeordneter zum Nationalrat.

## Ausbildung und Beruf
Stocker besuchte von 1939 bis 1944 die Volksschule und danach zwischen 1944 und 1945 die Hauptschule. Stocker wechselte danach an die Realschule, die er von 1945 bis 1949 besuchte. Er erlernte im Anschluss von 1950 bis 1953 den Beruf des Elektroinstallateurs und arbeitete zwischen 1953 und 1960 in seinem erlernten Beruf in Wiener Neustadt. Zudem besuchte er die Gewerkschaftsschule des Österreichischen Gewerkschaftsbundes und von 1955 bis 1957 die Werkmeisterabendschule. Zwischen 1960 und 1993 war er Elektromonteur der NEWAG (heute Energieversorgung Niederösterreich, EVN). 

## Politiker
Stocker engagierte sich im Betriebsrat und war ab 1961 Arbeiterbetriebsrat in der Betriebsdirektion Wiener Neustadt der NEWAG. Zwischen 1965 und 1988 war er Arbeiterbetriebsratsvorsitzender der NEWAG in der Betriebsdirektion Wiener Neustadt und zudem von 1976 bis 1993 Vorsitzender des Zentralbetriebsrates. In der ÖVP war Stocker zwischen 1980 und 1991 Bezirksparteiobmann der ÖVP Wiener Neustadt, zudem wirkte er zwischen 1974 und 1989 als Kammerrat der Kammer für Arbeiter und Angestellte für Niederösterreich. In der Gewerkschaft war er zudem ab 1971 als Mitglied des Zentralvorstandes der Gewerkschaft Metall-Bergbau-Energie aktiv, überdies war er ab 1978 Mitglied des Präsidiums der Gewerkschaft Metall-Bergbau-Energie und Vorsitzender der Fraktion Christlicher Gewerkschafter (FCG) der Gewerkschaft Metall-Bergbau-Energie. Zudem war er von 1979 bis 1991 Mitglied des Vorstandes des Österreichischen Gewerkschaftsbundes und zwischen 1987 und 1992 Vorsitzender-Stellvertreter der Gewerkschaft Metall-Bergbau-Energie.
Stocker vertrat die ÖVP vom 5. Juni 1979 bis zum 18. Mai 1983 im Bundesrat und vom 19. Mai 1983 bis zum 16. Dezember 1993 im Nationalrat. Sein Sohn Christian Stocker ist seit 12. Juni 2019 Abgeordneter zum Nationalrat, seit dem 5. Jänner 2025 geschäftsführender Bundesobmann der ÖVP und seit 3. März 2025 Bundeskanzler der Republik Österreich.

## Auszeichnungen
- Großes Silbernes Ehrenzeichen für Verdienste um die Republik Österreich